# Баррінгтон (Нова Шотландія)
Баррінгтон (англ. Barrington) — муніципальний район в Канаді, у провінції Нова Шотландія, у складі графства Шелберн.

## Населення
За даними перепису 2016 року, муніципальний район нараховував 6646 осіб, показавши скорочення на 5,0%, порівняно з 2011-м роком. Середня густина населення становила 10,5 осіб/км².
З офіційних мов обидвома одночасно володіли 400 жителів, тільки англійською — 6 175, а 5 — жодною з них. Усього 40 осіб вважали рідною мовою не одну з офіційних.
Працездатне населення становило 61,9% усього населення, рівень безробіття — 11,3% (10,3% серед чоловіків та 12,7% серед жінок). 89% осіб були найманими працівниками, а 10,1% — самозайнятими.
Середній дохід на особу становив $42 496 (медіана $30 240), при цьому для чоловіків — $57 581, а для жінок $27 629 (медіани — $44 451 та $21 276 відповідно).
26,3% мешканців мали закінчену шкільну освіту, не мали закінченої шкільної освіти — 39,2%, 34,5% мали післяшкільну освіту, з яких 17,4% мали диплом бакалавра, або вищий, 20 осіб мали вчений ступінь.
| Статево-вікова структура населення | Статево-вікова структура населення | Статево-вікова структура населення | Статево-вікова структура населення | Статево-вікова структура населення |
| ---------------------------------- | ---------------------------------- | ---------------------------------- | ---------------------------------- | ---------------------------------- |
|                                    |                                    |                                    |                                    |                                    |
| Всього                             | Всього                             | 49,7%50,3%                         |                                    |                                    |
| 0 — 14 років                       | 0 — 14 років                       |                                    | 13,5%                              | 13,5%                              |
| 15 — 64 років                      | 15 — 64 років                      |                                    | 64,8%                              | 64,8%                              |
| 65 і більше                        | 65 і більше                        |                                    | 21,7%                              | 21,7%                              |
| 85 і більше                        | 85 і більше                        |                                    | 2,6%                               | 2,6%                               |
| 100 і більше                       | 100 і більше                       |                                    | 0,1%                               | 0,1%                               |
| Середній вік (років)               | Середній вік (років)               | 44,545,7                           | 45,1                               | 45,1                               |
| Медіана (років)                    | Медіана (років)                    | 47,948,4                           | 48,2                               | 48,2                               |
| — чоловіки — жінки                 |                                    |                                    |                                    |                                    |

| Походження мешканців:     | Походження мешканців:     | Походження мешканців: | Походження мешканців: | Походження мешканців: |
| ------------------------- | ------------------------- | --------------------- | --------------------- | --------------------- |
| Походження                |                           |                       | осіб                  | %                     |
| Корінні американці        | Корінні американці        |                       | 1 160                 | 17.64%                |
| Інше північноамериканське | Інше північноамериканське |                       | 4 645                 | 70.65%                |
| Європейське               | Європейське               |                       | 3 325                 | 50.57%                |
| британське                | британське                |                       | 3 025                 | 46.01%                |
| французьке                | французьке                |                       | 345                   | 5.25%                 |
| українське                | українське                |                       | 10                    | 0.15%                 |
| Латинськоамериканське     | Латинськоамериканське     |                       | 10                    | 0.15%                 |
| Африканське               | Африканське               |                       | 25                    | 0.38%                 |
| Азійське                  | Азійське                  |                       | 25                    | 0.38%                 |

| Зайнятість населення за галузями (за класифікацією NOC): | Зайнятість населення за галузями (за класифікацією NOC): | Зайнятість населення за галузями (за класифікацією NOC): | Зайнятість населення за галузями (за класифікацією NOC): | Зайнятість населення за галузями (за класифікацією NOC): |
| -------------------------------------------------------- | -------------------------------------------------------- | -------------------------------------------------------- | -------------------------------------------------------- | -------------------------------------------------------- |
|                                                          |                                                          |                                                          |                                                          |                                                          |
| Управління                                               | Управління                                               |                                                          | 5,3%                                                     | 5,3%                                                     |
| Бізнес, фінанси та адміністрування                       | Бізнес, фінанси та адміністрування                       |                                                          | 10,6%                                                    | 10,6%                                                    |
| Природничі та прикладні науки                            | Природничі та прикладні науки                            |                                                          | 0,7%                                                     | 0,7%                                                     |
| Охорона здоров'я                                         | Охорона здоров'я                                         |                                                          | 5%                                                       | 5%                                                       |
| Освіта, правозахист, муніципальні та урядові служби      | Освіта, правозахист, муніципальні та урядові служби      |                                                          | 7,5%                                                     | 7,5%                                                     |
| Роздрібна торгівля та послуги                            | Роздрібна торгівля та послуги                            |                                                          | 18,6%                                                    | 18,6%                                                    |
| Гуртова торгівля, транспорт та обладнання                | Гуртова торгівля, транспорт та обладнання                |                                                          | 9,5%                                                     | 9,5%                                                     |
| Природні ресурси, сільське господарство                  | Природні ресурси, сільське господарство                  |                                                          | 26,5%                                                    | 26,5%                                                    |
| Виробництво                                              | Виробництво                                              |                                                          | 16,1%                                                    | 16,1%                                                    |

## Клімат
Середня річна температура становить 7,3°C, середня максимальна – 21,2°C, а середня мінімальна – -7,1°C. Середня річна кількість опадів – 1 336 мм.
| Клімат поселення                              | Клімат поселення | Клімат поселення | Клімат поселення | Клімат поселення | Клімат поселення | Клімат поселення | Клімат поселення | Клімат поселення | Клімат поселення | Клімат поселення | Клімат поселення | Клімат поселення | Клімат поселення |
| Показник                                      | Січ.             | Лют.             | Бер.             | Квіт.            | Трав.            | Черв.            | Лип.             | Серп.            | Вер.             | Жовт.            | Лист.            | Груд.            |                  |
| Середній максимум, °C                         | 1,07             | 1,00             | 4,33             | 9,39             | 14,33            | 18,76            | 21,22            | 21,06            | 18,08            | 13,42            | 8,98             | 3,53             |                  |
| Середня температура, °C                       | −2,96            | −3,02            | 0,30             | 5,37             | 10,30            | 14,71            | 17,26            | 17,11            | 14,12            | 9,47             | 5,03             | −0,42            |                  |
| Середній мінімум, °C                          | −6,99            | −7,07            | −3,73            | 1,33             | 6,28             | 10,68            | 13,32            | 13,13            | 10,16            | 5,52             | 1,07             | −4,36            |                  |
| Норма опадів, мм                              | 137              | 109              | 124              | 114              | 103              | 94               | 96               | 92               | 86               | 101              | 139              | 141              |                  |
| Середньомісячна швидкість вітру, м/с          | 4.46             | 4.48             | 4.56             | 4.39             | 3.98             | 3.83             | 3.36             | 3.38             | 3.85             | 4.42             | 4.55             | 4.63             |                  |
| Середньомісячна сонячна радіація, кДж/м²·день | 5308             | 8325             | 12164            | 15315            | 18300            | 20586            | 20275            | 18096            | 14034            | 9221             | 5498             | 4297             |                  |
| --------------------------------------------- | ---------------- | ---------------- | ---------------- | ---------------- | ---------------- | ---------------- | ---------------- | ---------------- | ---------------- | ---------------- | ---------------- | ---------------- | ---------------- |
| Джерело:                                      |                  |                  |                  |                  |                  |                  |                  |                  |                  |                  |                  |                  |                  |